# Кюстендилско бяло кандиле
Кюстендилско бяло кандиле е български сорт ябълка, характерен за Кюстендилско до средата на ХХ век. През 1976 заема 0,56% от насажденията. Дърво силно растящо с кълбовидна корона, дълъг младенчески период (9-10-15 години), късен цъфтеж и нередовно, но изобилно (700-800, понякога 1500 кг от едно дърво) плододаване. Плодове средно едри (ср.т. 125 г.), кръгло или плоско конусовидни, бледозелени с розовокарминен до карминовочервен покривен цвят, с дебела, груба, жилава, мазна от восъчен налеп кожица. Узряват през октомври и се съхраняват до май. Плодовото месо е бяло, нежно, меко, гъбесто, недостатъчно сочно, сладко, почти без аромат, с посредствени вкусови качества. След 1960 г. не се разпространява.